# 特攻警察
『特攻警察』（イタリア語: Italia a mano armata）は、1976年に公開されたマリノ・ジロラミ監督によるイタリアのユーロ・クライム。当時はフランコ・マルティネッリとしてクレジットされた。 
映画のメインテーマはクエンティン・タランティーノ監督の『デス・プルーフ in グラインドハウス』のサウンドトラックとして使用された。

## キャスト
| 役名           | 俳優                 | 日本語吹替                                                                |
| 役名           | 俳優                 | テレビ東京版                                                              |
| -------------- | -------------------- | ------------------------------------------------------------------------- |
| ベッティ警部   | マウリツィオ・メルリ | 津嘉山正種                                                                |
| アルベテーリ   | ジョン・サクソン     | 筈見純                                                                    |
| アルピーノ警部 | レイモン・ペルグラン | 藤本譲                                                                    |
| ルイザ         | ミレッラ・ダンジェロ | 塚田恵美子                                                                |
| 不明 その他    |                      | 向殿あさみ 高木早苗 岸野一彦 広瀬正志 平林尚三 郷里大輔 有本欽隆 山田栄子 |
|                |                      |                                                                           |
| 演出           | 演出                 | 春日正伸                                                                  |
| 翻訳           | 翻訳                 | 宇津木道子                                                                |
| 効果           | 効果                 | PAG                                                                       |
| 調整           | 調整                 | 中村修                                                                    |
| 制作           | 制作                 | ザック・プロモーション                                                    |
| 解説           | 解説                 | 河野基比古                                                                |
| 初回放送       | 初回放送             | 1982年5月20日 『木曜洋画劇場』                                            |